# Fehérkezű gibbon
A fehérkezű gibbon (Hylobates lar) a gibbonfélék családjába tartozó Hylobates nem legismertebb faja.

## Elterjedése, élőhelye
Egykor Délkelet-Ázsia hatalmas trópusi erdőiben élt Burmától a Maláj-félszigeten át a Nagy-Szunda-szigetekig. Ahogy az erdők nagy része eltűnt, velük a gibbon népesség is felaprózódott, sok helyen megcsappant vagy kipusztult. Például természetes elterjedési területén belül Kínából már ki is halt.

## Megjelenése, életmódja

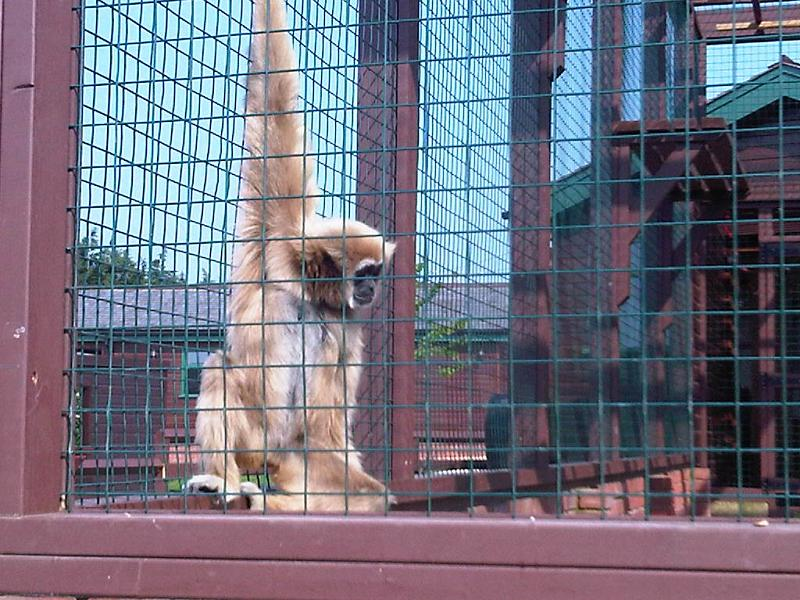
Fehérkezű gibbon a Wight-sziget állatkertjében

Feje és törzse együtt mintegy 50 centiméter hosszú, súlya 4–5,5 kilogramm; farkuk nincs. Színváltozatok terén lehet sötét, amely a szürkétől a feketén át a barnáig terjedhet, vagy pedig világos; az utóbbi a krémszínűtől a világosbarnáig terjed. A szőrtelen arcot nagyon rövid fehér vagy halvány színű szőrzet gyűrű veszi körül; és a kezek és a lábak egyaránt fehérek (Gron, 2010). Az egyetlen kölyök 7 hónap vemhesség után születik, anyja 4–7 hónapos koráig szoptatja. Hat–nyolcéves korban válnak ivaréretté, a nőstények csak minden második–negyedik évben ivarzanak. Családban élnek, hajnalban kórusban jelzik a többieknek jelenlétüket. Rendesen hosszú karjaikkal csimpaszkodva, egyik ágról a másikra lendülve közlekednek. Egy lendülettel nagyjából három métert tesznek meg, egy ugrással akár kilencet is.
Étrendje nagyrészt gyümölcsökből áll, a trópusi fák érett gyümölcsét fogyasztja. Továbbá leveleket, virágokat és rovarokat is ehet, valamint gyümölcsfogyasztás terén nagyon válogatós. A gyümölcsöt megkóstolja és az érettség alapján dönti el, hogy elfogyasztja vagy sem. A főszezonban többször is visszatér ugyanazokhoz a táplálékforrásokhoz, hogy minden alkalommal a legérettebb gyümölcsöt választhassa ki. A táplálékforrásokat a különböző családok a területeik egymást átfedő részén is megosztják egymással.
Legfőbb érdekessége a fehérkezű gibbonnak, hogy a majmok közül ő az egyedüli, amely az emberhez hasonlóan úgy alapít családot, hogy a párjával élete végéig együtt él.

## Természetvédelmi helyzete
A Természetvédelmi Világszövetség vörös listáján jelenleg a veszélyeztetett fajok közé van besorolva. Ezt részben a virágzó thaiföldi illegális kisállat-kereskedelemnek köszönhetik, amelynek során vadásszák, elfogják, eladják és kizsákmányolják őket. Az élőhelyek kiirtása is fenyegetést jelent, és a probléma egyre nagyobb mértékű. A védett természetvédelmi területek biztosítják a legnagyobb túlélési esélyt a fehérkezű gibbon populációi számára, bár az ezeken a területeken keresztül zajló mezőgazdasági fejlesztések tovább fokozzák a szétdarabolódást és a faj vadászatához való hozzáférését.
Az eddigi legöregebb példány fogságban 31 évig élt.
Magyarországon jelenleg három helyen tartják állatkertben: a Jászberényi Állat- és Növénykertben (itt egy igen idős, nőstény él párjával és kölykével), a Debreceni Állatkertben (itt egy hím testvérpár él) és a Nyíregyházi Állatparkban (ahol egy háromfős család él).

## Alfajai
- maláj gibbon Hylobates lar lar Linné, 1771 (a Maláj-félszigeten)
- Hylobates lar entelloides Geoffroy, 1843 (Thaiföldön és Mianmarban)
- Hylobates lar carpenteri Groves, 1968 (Thaiföldön, Laoszban és Mianmarban)
- Hylobates lar yunnanensis Ma & Wang, 1986 (Kína Jünnan tartományában – lehet, hogy azonos a H. l. carpenteri alfajjal)
- Hylobates lar vestitus Miller, 1942 (Indonéziában és Szumátra szigetén)

## Képek

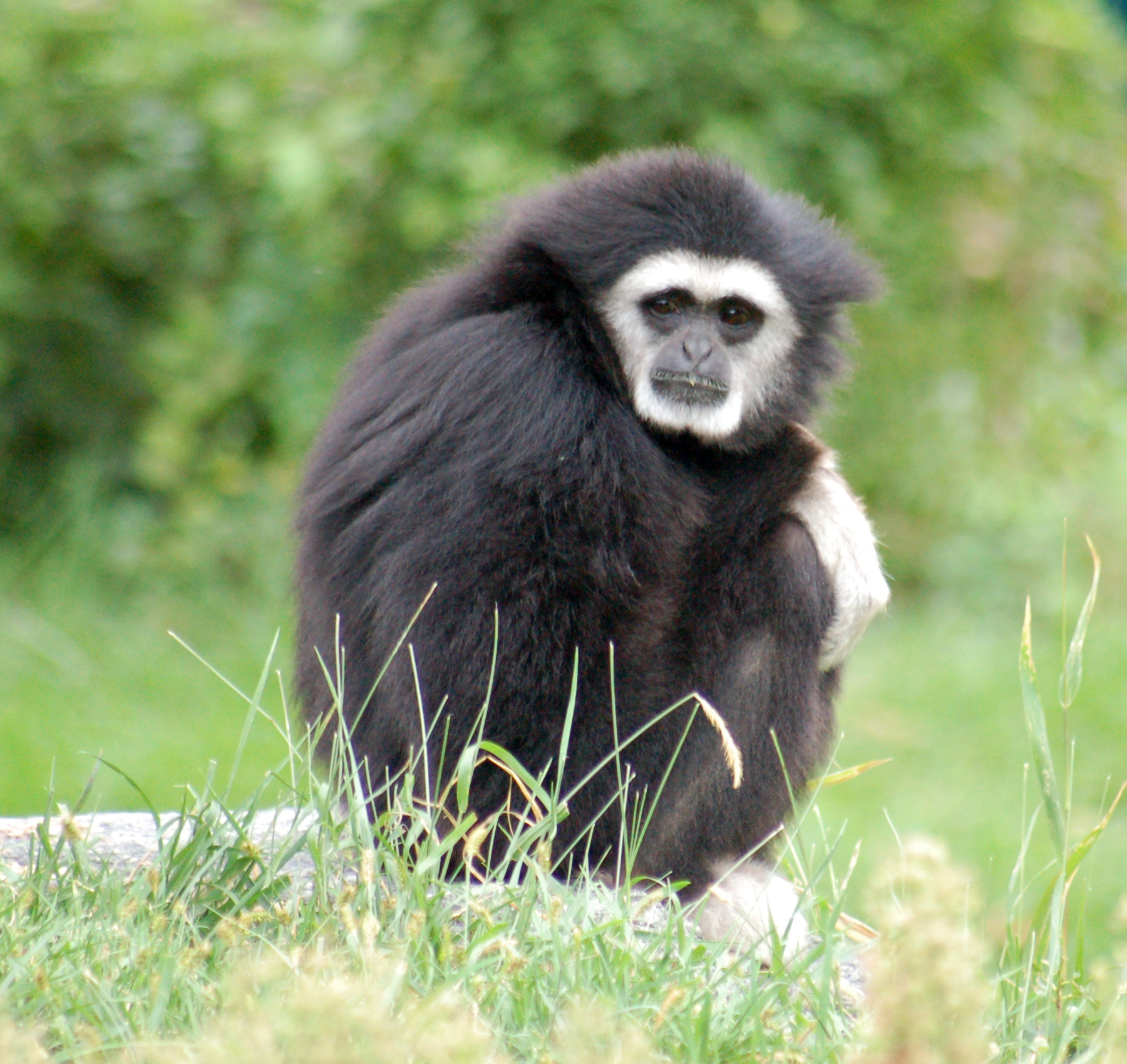
Sötét színű fehérkezű gibbon
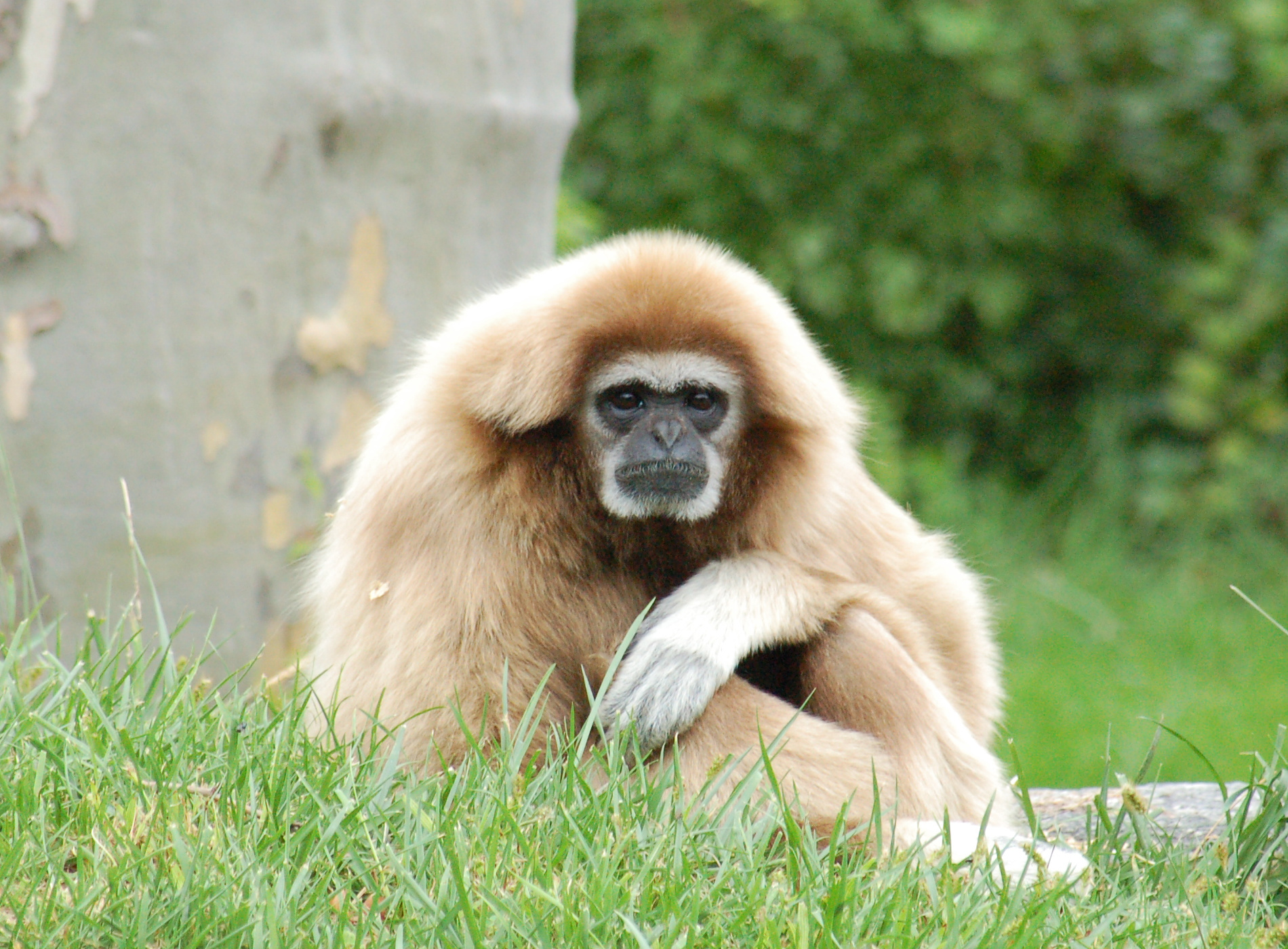
Világosbarna fehérkezű gibbon
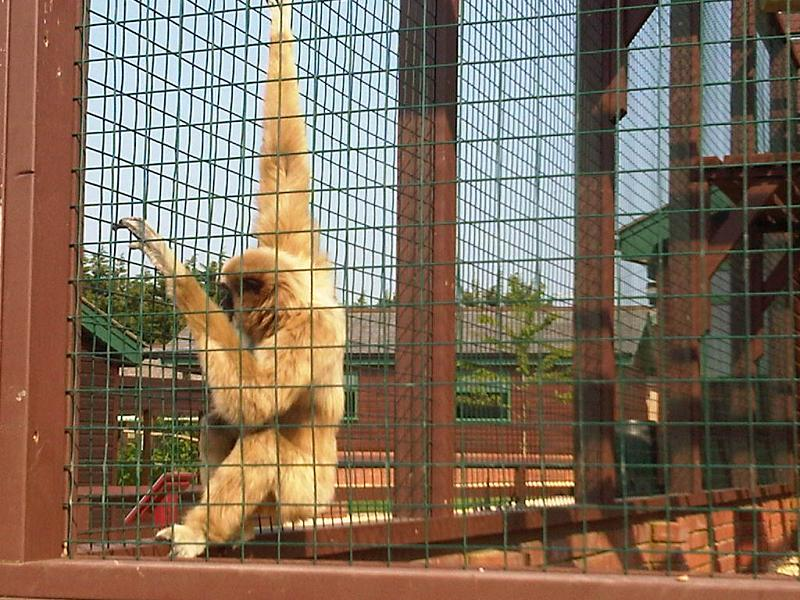
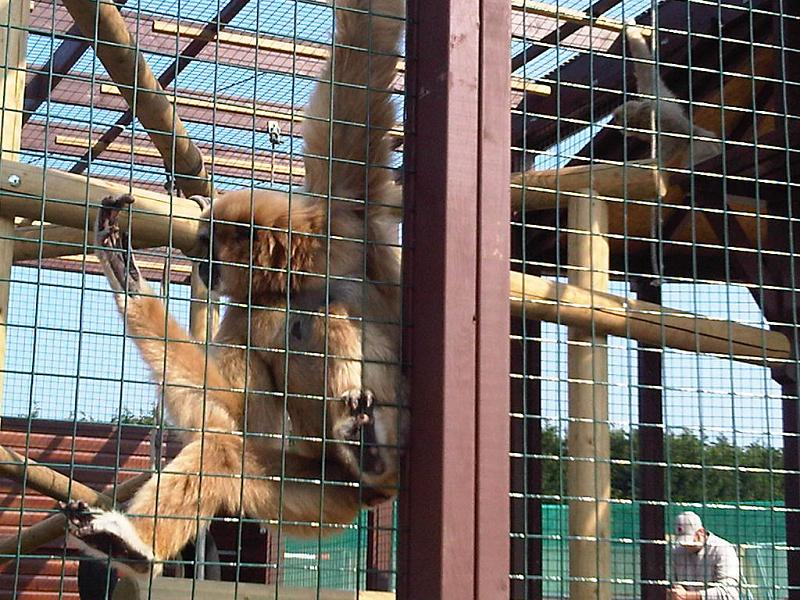
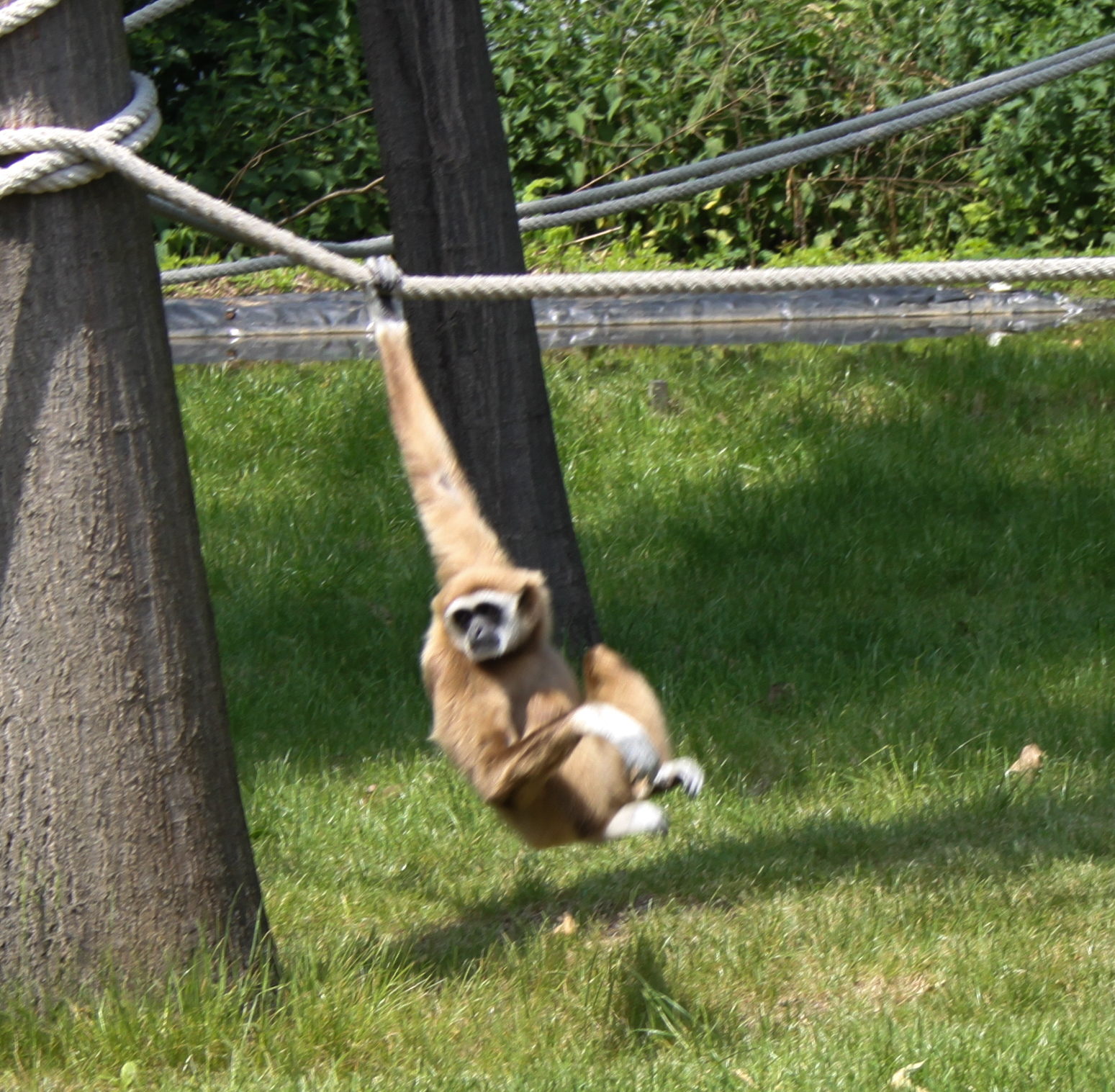
Fehérkezű gibbon Nyíregyházán
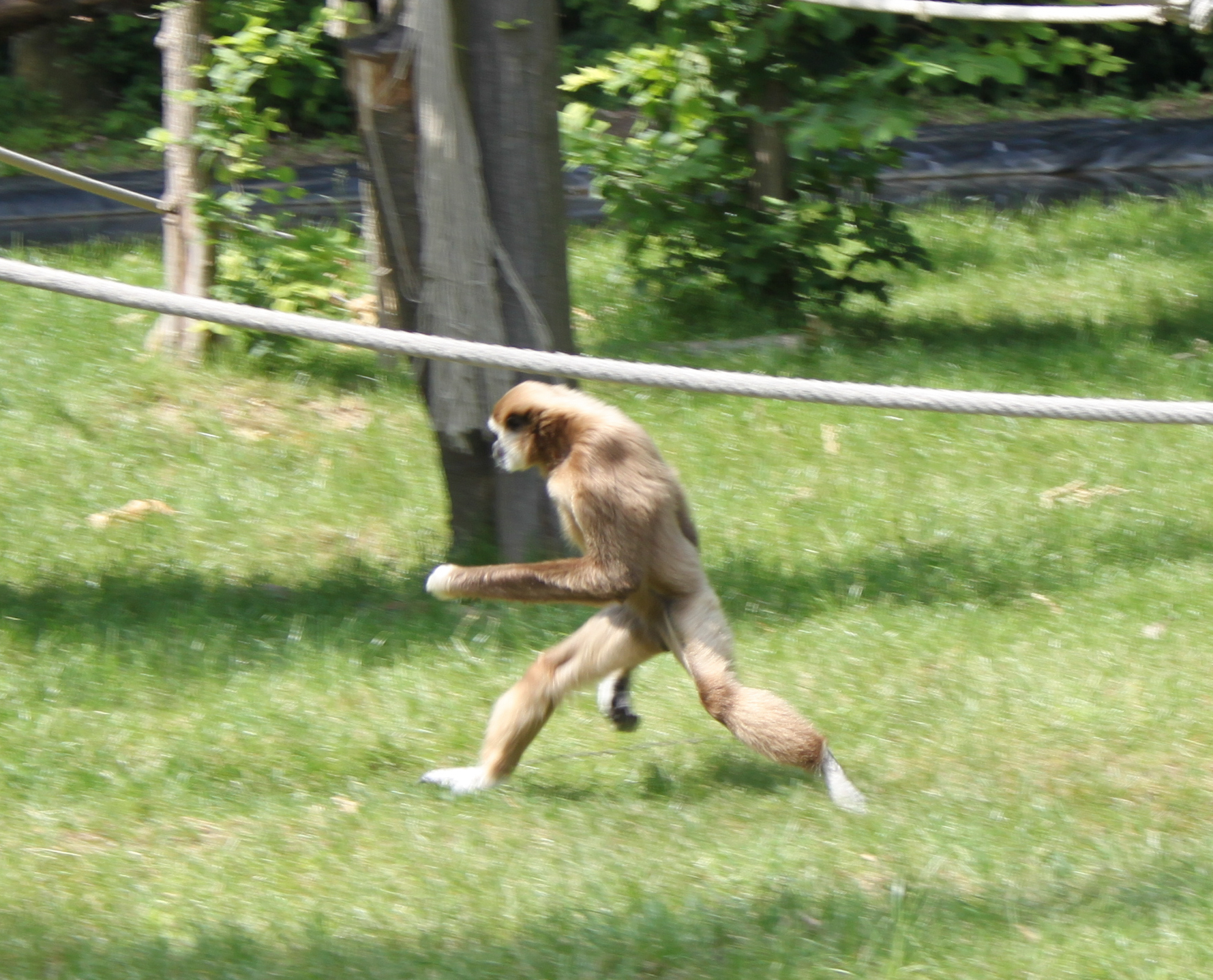
Fehérkezű gibbon Nyíregyházán